# Kozarice
Kozarice is een plaats in de gemeente Novska in de Kroatische provincie Sisak-Moslavina. De plaats telt 543 inwoners (2001).